# Doubleday
Doubleday – amerykańskie wydawnictwo, jedno z największych wydawnictw na świecie.

## Kalendarium
- W 1895 roku wydawnictwo zostało założone jako Doubleday & McClure Company w 1895 przez Franka Nelsona Doubleday i Samuela McClure.

- W 1900 roku do spółki dołączył Walter Hines Page, a przedsiębiorstwo zmieniło nazwę na Doubleday, Page&Company.

- W 1922 roku do wydawnictwa dołączył Nelson Doubleday, syn założyciela.

- W 1927 roku firma połączyła się z George H. Doran Company. Powstałe w wyniku fuzji Doubleday, Doran zostało największym wydawcą anglojęzycznym.

- W 1946 roku wydawnictwo zmieniło nazwę na Doubleday and Company.

- W 1986 roku wydawnictwo zostało sprzedane Bertelsmannowi. W 1988 stało się częścią Bantam Doubleday Dell Publishing Group, która w 1998 stała się oddziałem Random House.

## Marki
Pod szyldem Doubleday działają lub działały następujące marki:
- Garden City Publishing Co.
- Rimington & Hooper
- Blakiston Co.
- Blue Ribbon Books
- Triangle Books
- Image books
- Anchor Books
- Zenith Books
- Nan A. Talese/Doubleday
- The Crime Club